# Богородчани (ґміна)
Ґміна Богородчани — колишня сільська гміна (волость) Крайсгауптманшафту Станіслав — складової частини Дистрикту Галичина (1941—1944). Центром гміни було місто Богородчани.
Ґміну Богородчани було утворено під час німецької окупації (існувала з липня 1941 р. до липня 1944 р.) з міста Богородчани, колишньої об'єднаної сільської ґміни Старі Богородчани (села Старі Богородчани, Гринівка, Лесівка і Нивочин) та двох сіл об'єднаної сільської ґміни Ляхівці (Глибока і Саджава). На 01.03.1943 населення ґміни становило 11 653 мешканці..